# Aperitif

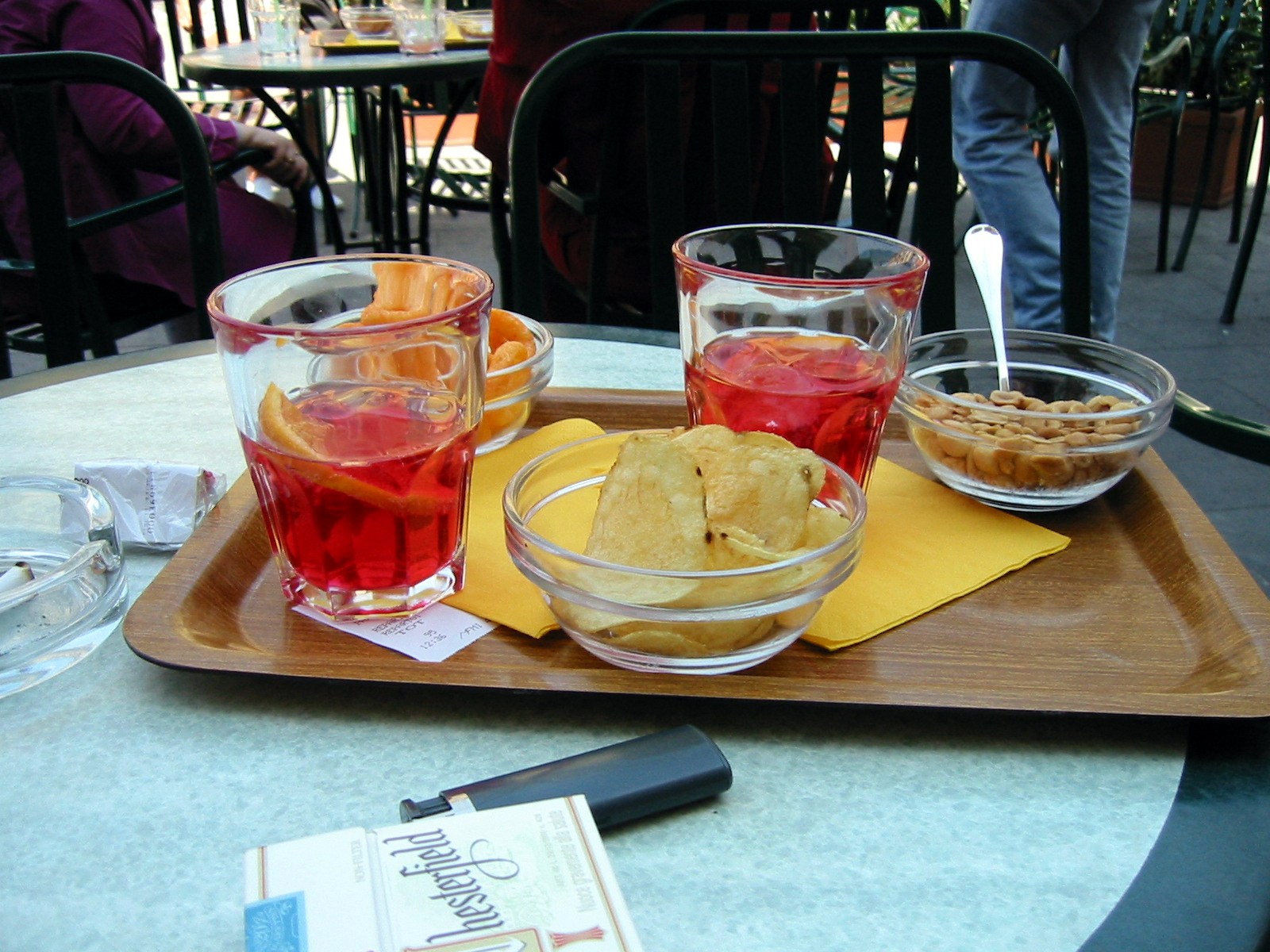
Campari mint aperitif

Az aperitif olyan, legtöbbször alkoholtartalmú ital, melyet elsősorban nagyobb étkezések előtt szolgálnak fel étvágygerjesztőként. A szó a latin „aperire”, „nyitni” szóból ered. Az aperitifhez tartozhat kis adag rágcsálnivaló, például keksz, sajt, mogyoró, chips, vagy olajbogyó.
Az aperitif italfogyasztás, vagy megelőzi, vagy kíséri az étkezést, vagy befejezve követi azt. Az üres gyomorba jutva serkentik a gyomornedv kiválasztását, növelik az éhségérzetet. Jellegét tekintve lehet alkoholtartalmú, alkoholmentes, száraz, kesernyés, savanykás, fanyar.

## Történet
Nincs egyetértés azt illetően, honnan is ered az aperitif fogyasztásának szokása. Néhány állítás szerint már az ókori Egyiptomban is szolgáltak fel kis mennyiségű alkoholt étkezés előtt. Más források szerint 1786-ban jelent meg, amikor 
Antonio Benedetto Carpano feltalálta a vermutot Torinóban, ahol az ezt követő évszázadokban különböző cégek olyan márkákat állítottak elő, mint a Martini vagy a Cinzano. Európában az aperitif igazán a 19. század második felére lett népszerű, 1900 körül pedig már az Amerikai Egyesült Államokban is általános lett a fogyasztása.
Spanyolországban és néhány latin-amerikai országban évszázadok óta népszerű az aperitif a tapas jellegű ételek kísérőjeként.

## Az aperitif típusai
Számos alkoholfajtát szolgálnak fel aperitifként, a leggyakoribbak talán a különféle likőrök.
Országonként, illetve régiónként változik a legkedveltebb aperitifek sora. Az angolszász országokban elsősorban a sherryt fogyasztják, Görögországban viszont az ouzo a legnépszerűbb. A franciák főleg a Pernod likőr és a pastis elterjedt, valamint az ezek elődjének tekinthető, és újból elterjedő abszintot. Csehországban leginkább Becherovkát fogyasztanak, Magyarországon pedig többek között Unicumot és pálinkát. Olaszországban, különösen annak az északi részén az aperitifek nagyon elterjedtek, Milánó lakosai városukat „az aperitif fővárosának” tekintik, hiszen a vermut szülőhelyének tekinthető, és közeléből származik a Campari is.
Gasztronómiailag az aperitif szerepe az étvágygerjesztés. Így viszonylag magas savtartalmú és nem túl magas alkoholtartalmú italokat fogyasztanak ilyen célra, hiszen a sav étvágygerjesztő, a magas alkohol viszont eltompítaná a nyelvünk és szánk érzékelőbimbóit, tehát csökkentenék az étkezés kulináris élvezetét. Éppen ezért téves a magyar szokásként elterjedt pálinka vagy Unicum fogyasztása aperitifként. Koktélok aperitifként való fogyasztása szintén nem ajánlott.